# 赫里斯蒂夫卡 (赫梅利尼茨基州)
49°56′23″N 26°41′0″E / 49.93972°N 26.68333°E
赫里斯蒂夫卡（羅馬化：Khrystivka）是烏克蘭西部赫梅利尼茨基州舍佩蒂夫卡區薩赫尼夫齊市鎮的村莊。該村面積1.74平方公里，海拔高度272米，2001年人口504，人口密度每平方公里290.5人。